# Waldhauser
Waldhauser ist ein Familienname.

## Herkunft und Bedeutung des Namens

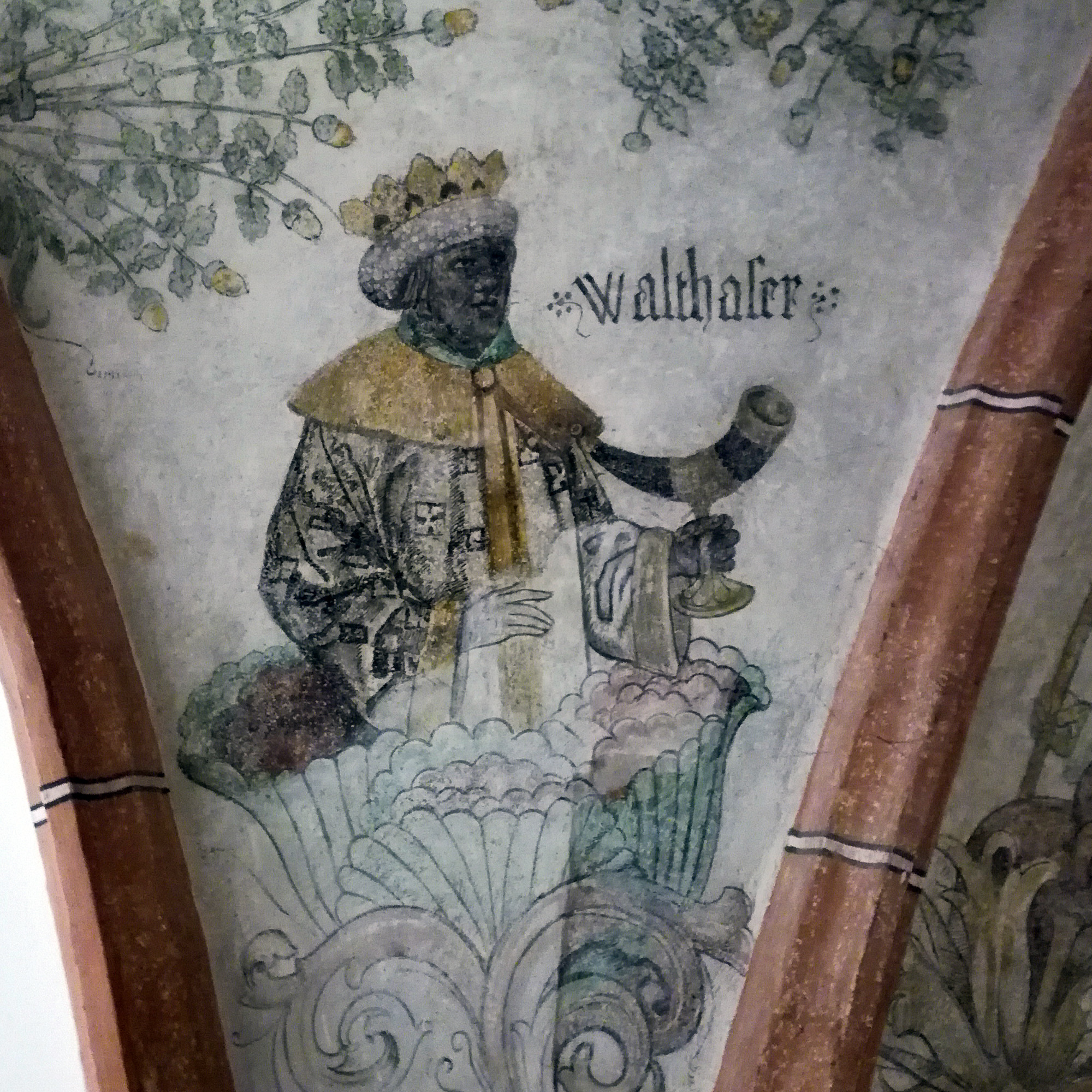
Fresko des heiligen Königs Walthaser aus dem frühen 15. Jhd. im Kreuzgang der Stiftspfarrkirche St. Philipp und Jakob in Altötting.

Der Nachname Waldhauser stammt aus einer Umdeutung des babylonisch-hebräischen Vornamens Balaṭ-šarri-uṣur, Balthasar, „Gott schütze sein Leben“ beziehungsweise „Gott schütze das Leben des Königs“. Im biblischen Buch Daniel ist בלטאשצר, בלטשאצר (Bélṭšaṣṣar), griech. Βαλτασαρ, lat. Baltassar der babylonische Name Daniels. Martin Luther übersetzte ihn 1534 als Beltsazar.
Als der Kanzler Kaiser Barbarossas im Jahre 1164 die Gebeine der drei Könige nach Köln überführte, wurden die Heiligen in Deutschland populär und damit auch ihre Namen. Im Laufe der Jahrhunderte entwickelte sich der Nachname Waldhauser aus Walthasar bzw. Walthaser.
Dieser Familienname ist nicht zu verwechseln mit dem Namen mehrerer Ortschaften und Personen Waldhausen, oder dem Stadtteil der Universitätsstadt Tübingen Waldhäuser Ost.

## Familienwappen

Waldhauser Wappen

In Grün zwei miteinander verschränkte silberne Sturzsparren, belegt mit drei silbern-besamten roten Rosen. Auf dem Helm mit grün-silbernen Decken eine silbern-besamte rote Rose zwischen zwei silbern-grün übereck geteilten Büffelhörnern.
Unter Verwendung eines von Adam Waldhauser (1819–1867), Urgroßvater des Antragstellers Hans Waldhauser, Unternehmer in Grünwald b. München, angenommen und vom Antragsteller im Januar 1983 heraldisch berichtigten Wappens mit Führungsberechtigung für alle Nachkommen im Mannesstamm seines Urgroßvaters Adam Waldhauser, soweit und solange sie noch den Familiennamen des Wappenstifters führen.
Das Waldhauser Familienwappen ist eingetragen und damit geschützt in: Deutsche Wappenrolle, Nr. 8026/83, Band 39, Seite 90, herausgegeben vom „Herold“, Verein für Heraldik, Genealogie und verwandte Wissenschaften, zu Berlin.

## Persönlichkeiten
- Anna Waldhauser (1860–1946), deutsch-böhmische Heimatdichterin und Schriftstellerin
- Konrad von Waldhausen (auch Konrad Waldhäuser bzw. Waldhauser) war Prediger um 1360 und einer der ersten Vorläufer der Hussiten. Er wird in Polen und Tschechien meist als Konrád Waldhauser genannt.
- Franz Waldhauser entdeckte 1990, dass Melatonin als Medikament die frühen Schlafphasen verkürzt und den REM-Schlaf verlängert.
- Mathilde Waldhauser (1830–1849), deutsche Opernsängerin und Sopranistin.
- General Thomas D. Waldhauser kommandierte seit September 2007 die 1. US-Marineinfanteriedivision. Das ist die älteste, höchst dekorierte und größte aktive der vier Divisionen des US Marine Corps. Sie hat eine kampfbereite Truppenstärke von mehr als 19.000 Soldaten. Am 18. Juli 2016 übernahm er das Kommando des AFRICOM (Afrikanisches Kommando der Vereinigten Staaten).
- Ralph Waldhauser übernahm im Oktober 2007 die Programmleitung bei Radio Arabella Wien.

Nach Auskunft von Yad Vashem Online starben mindestens 59 Menschen mit diesem Nachnamen als Opfer des Holocaust (Shoa).